# ドリコス走
ドリコス走（Dolichos / Dolichus）は古代ギリシアで行われていた長距離走である。
古代オリンピックでは第15回大会（紀元前720年）から実施された。走行距離は大会ごとに変更されたが、1スタディオン（約190m）の直線コースを10往復（約3.8km）程度走る競技であった。
最初の優勝者（紀元前720年）はスパルタのアカントスであり、彼は古代オリンピックにおいて初めて裸で走った人物とも言われる。